# Вагінальне кільце

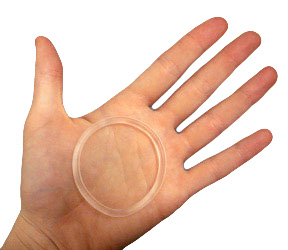
NuvaRing

Вагінальні кільця (також відомі як інтравагінальні кільця або V-кільця) — це полімерні пристрої для доставляння ліків, розроблені для забезпечення контрольованого вивільнення ліків для інтравагінального введення впродовж тривалих періодів часу. Кільце вставляється в піхву і забезпечує контрацептивний захист. Вагінальні кільця мають один розмір, який підходить більшості людей.

## Типи
Наразі доступно кілька продуктів із застосуванням вагінальних кілець, зокрема:
- Вагінальні кільця як лікування симптомів перименопаузи:
  - Estring — низькодозоване кільце, що вивільняє естрадіол, виготовлене з силіконового еластомеру, для лікування атрофії піхви (атрофічного вагініту).
  - Femring — низька доза естрадіол-ацетатного вивільняючого кільця, виготовленого з силіконового еластомеру, для полегшення припливів і атрофії піхви, пов'язаних з менопаузою.
- Вагінальні кільця як контрацепція:
  - NuvaRing — низькодозоване контрацептивне вагінальне кільце, виготовлене з полі(етилен-ко-вінілацетату), що виділяє етоногестрел (прогестин) і етинілестрадіол (естроген).
  - Progering — містить прогестерон як єдиний інгредієнт, доступний лише в Чилі та Перу.
  - Annovera — контрацептивне вагінальне кільце, виготовлене з полімерів на основі метилсилоксану, що виділяє сегестерону ацетат (прогестин) і етинілестрадіол (естроген)[1][2]

Низка інших продуктів вагінального кільця також знаходиться в розробці.

## Контрацепція
Комбінований гормональний контрацептив вагінальне кільце самостійно вводять 1 раз на місяць. Якщо кільце залишається впродовж трьох тижнів, в організм повільно вивільняються гормони, головним чином вагінально введені естрогени та/або прогестагени (група гормонів, включаючи прогестерон) — ті самі гормони, які використовуються в протизаплідних таблетках. Ці гормони діють переважно шляхом зупинки овуляції та згущення цервікального слизу, створюючи бар'єр, який перешкоджає заплідненню яйцеклітини сперматозоїдами. Теоретично вони можуть вплинути на імплантацію, але немає доказів, що це так. Кожне вагінальне кільце, яке носить безперервно впродовж трьох тижнів з наступною тижневою перервою, забезпечує від одного місяця (NuvaRing) до одного року (Annovera та Progering) контролю за заплідненням (народжуваністю). Для постійної контрацепції користувачі також можуть носити вагінальне кільце впродовж повного чотиритижневого циклу. Цей спосіб контрацепції позбавить від місячних. Впродовж додаткового тижня рівень гормону в сироватці залишатиметься в діапазоні контрацепції.
У порівнянні з комбінованими гормональними таблетками, комбіноване гормональне вагінальне кільце пропонує потенційно кращий контроль циклу та лікування важких менструальних кровотеч. Проте, обидва методи є ефективними короткостроковими методами лікування в репродуктивному віці. Вагінальні кільця можуть призвести до збільшення нормальних вагінальних виділень, зниження маси тіла, зменшення симптомів передменструального синдрому та інколи до випадків вагініту, проблем, пов'язаних із пристроєм(кільцем), та лейкореї. Оскільки вагінальні кільця виділяють естроген, вони мають створюютьпідвищений ризик серцевого нападу, інсульту та інших серйозних побічних ефектів. Окрім того, певні ліки та добавки, такі як антибіотик рифампін, протигрибковий гризеофульвін, протисудомні препарати, звіробій та ліки від ВІЛ, можуть поставити під загрозу ефективність вагінальних кілець. Вагінальні кільця не захищають користувачів від захворювань, що передаються статевим шляхом. Єдиним засобом контрацепції, який дозволяє це зробити, є презервативи з латексу або поліуретану.
Контрацептивне вагінальне кільце має частоту невдач 0,3 % при використанні за призначенням і 9 % при звичайному використанні.
Кореляція між раком молочної залози та використанням вагінальних кілець досліджується, але література свідчить про те, що гормони, які використовуються у вагінальних кільцях, мають невеликий, якщо взагалі є, зв'язок із ризиком розвитку раку молочної залози.

## Способи використання
Вагінальні кільця легко вставляються і знімаються. Стінки піхви утримують їх на місці. Хоч їхнє точне розташування в піхві не має вирішального значення для клінічної ефективності, кільця зазвичай розташовуються поруч із шийкою матки, і чим глибше розміщення у піхві, тим менше ймовірність того, що кільце буде відчуватися. Кільця зазвичай залишають на місці під час статевого акту, і більшість пар не повідомляють про перешкоди або дискомфорт. У багатьох випадках жоден з партнерів не відчуває присутності кільця. Кільця можна знімати перед статевим актом, але, у випадку контрацептиву NuvaRing, лише на одну-три години, щоб зберегти ефективність контролю народжуваності. Якщо кільце вийшло понад 48 годин, необхідна резервна контрацепція впродовж семи днів. Зазвичай після припинення використання вагінального кільця менструальний цикл нормалізується впродовж одного-двох місяців.
- Еструна — Еструна вставляється у піхву і залишається на місці впродовж трьох місяців, після чого її видаляють і замінюють новим кільцем.
- Femring — Femring вставляється в піхву і залишається на місці впродовж трьох місяців, після чого його видаляють і замінюють новим кільцем.
- NuvaRing — NuvaRing вставляється в піхву і залишається на місці впродовж трьох тижнів, після чого його виймають і викидають на тиждень без кільця, щоб настала менструація. Наприкінці цього тижня вставляється новий NuvaRing.
- Annovera — кільце Annovera вставляється у піхву та залишається на місці впродовж трьох тижнів, після чого його знімають на один тиждень. На відміну від кільця NuvaRing, користувачі встановлять те саме кільце Annovera через тиждень. Одне кільце Annovera Ring використовується впродовж 3-тижневих циклів, загалом 13 циклів.